# Lista siturilor arheologice din județul Buzău - T
Lista siturilor arheologice din județul Buzău - T conține toate siturile arheologice din județul Buzău înscrise în Repertoriul Arheologic Național (RAN) și aflate în localități al căror nume începe cu litera T. RAN este administrat de Ministerul Culturii și Patrimoniului Național și cuprinde date științifice, cartografice, topografice, imagini și planuri, precum și orice alte informații privitoare la zonele cu potențial arheologic, studiate sau nu, încă existente sau dispărute.
Puteți căuta un sit din localitățile care încep cu litera T folosind formularul de mai jos sau puteți naviga prin toate siturile din județ la Lista siturilor arheologice din județul Buzău.
| Cod RAN                                  | Denumire | Localitate                 | Adresă               | Datare                     | Descoperit | Coordonate                                    | Imagine           | Erori            |
| ---------------------------------------- | --- | -------------------------- | -------------------- | -------------------------- | ---------- | --------------------------------------------- | ----------------- | ---------------- |
| 48646.02.01                              | Situl arheologic de la Târcov - "La Monâie" / ansamblu anonim (Categorie: locuire civilă) (Tip: Așezare)                        | sat Târcov, comuna Pârscov | La Monîie            |                            |            |                                               | Încărcați imagine | Raportați eroare |
| 48646.02.02                              | Situl arheologic de la Târcov - "La Monâie" / ansamblu anonim (Categorie: locuire civilă) (Tip: Așezare fortificată)            | sat Târcov, comuna Pârscov | La Monîie            |                            |            |                                               | Încărcați imagine | Raportați eroare |
| 48646.01.01 (Cod LMI: BZ-I-m-B-02293.02) | Situl arheologic de la Târcov - "La piatra cu lilieci" / ansamblu anonim (Categorie: locuire civilă) (Tip: Așezare)             | sat Târcov, comuna Pârscov | La Piatra cu lilieci | Monteoru                   | 1998       | 45°20′23″N 26°34′27″E / 45.33972°N 26.57417°E | Încărcați imagine | Raportați eroare |
| 48646.01.02 (Cod LMI: BZ-I-m-B-02293.01) | Situl arheologic de la Târcov - "La piatra cu lilieci" / ansamblu anonim (Categorie: locuire civilă) (Tip: Așezare fortificată) | sat Târcov, comuna Pârscov | La Piatra cu lilieci | geto-dacică sec. I a. Chr. | 1998       | 45°20′23″N 26°34′27″E / 45.33972°N 26.57417°E | Încărcați imagine | Raportați eroare |